# Moorella fulviceps
Moorella fulviceps är en stekelart som beskrevs av Peter Cameron 1913.
Moorella fulviceps ingår i släktet Moorella och familjen sköldlussteklar. Artens utbredningsområde är Guyana. Inga underarter finns listade i Catalogue of Life.